# Cyrtophleba horrida
Cyrtophleba horrida är en tvåvingeart som först beskrevs av Giglio-tos 1893.  Cyrtophleba horrida ingår i släktet Cyrtophleba och familjen parasitflugor. Inga underarter finns listade i Catalogue of Life.